# Нове російське слово
Новое русское слово (New Russian Word) — російськомовна газета, що виходила друком у Нью-Йорку з 1910 по 2010 рік. Газета публікувала актуальні новини та художню літературу російських емігрантів. У 2022 році вона перезапустила своє онлайн-видання і зараз є російськомовним виданням про життя в Сполучених Штатах.

## Історія газети
Перше число газети вийшло 15 квітня 1910 року. До 1920 року газета виходила під назвою «Русское слово». Таким чином, «Новое русское слово» (перший номер від 20 серпня 1920 року) є найстарішою російськомовною газетою у світі, що видається безперервно.
До 10 квітня 2009 року газета виходила у щоденному форматі, а з 17 квітня 2009 року — у щотижневому. Паралельно виходив спеціальний додаток до газети з перекладами статей з The New York Times російською мовою.
З 1930-х років газета була найбільшим російськомовним періодичним виданням у США. У 1921 році тираж становив 32,4 тисячі примірників, у 1976 році — 26 тисяч, у 2006 році — 150 тисяч.
За словами Н. А. Бородіна, газета була "безсумнівно, найбільш порядною і вміло керованою російською газетою в Америці".
P. А. Берлін, Д. В. Константинов, М. В. Вишняк, Д. Я. Далін, Б. В. Двинов, Є. Д. Кускова, В. К. Завалішин, В. П. Некрасов, А. В. Дубров, А. Г. Дуброва, А. Є. Левітін-Краснов, Є. В. Лимонов, Сергій Довлатов у другій частині оповідання «Ремесло» вивів головного редактора Андрія Сєдих (Якова Мойсейовича Цвібака) в сатиричному образі Боголюбова, назва самої газети в оповіданні було змінено на "Слово і діло".
Газета брала участь у Всесвітньому конгресі російської преси та була членом Всесвітньої асоціації російської преси.
У 1990-х роках газета мала найбільший тираж серед іншомовної преси в США, випереджаючи навіть іспаномовні видання. У ці роки до газети дописували Костянтин Кузьмінський, Володимир Козловський, Геннадій Кацов, Олександр Геніс, Михайло Епштейн, Наталія Жукова (Козлова) та інші.
З 2006 по 2008 рік у Москві виходила щотижнева версія газети для розповсюдження в Росії та інших країнах колишнього Радянського Союзу.
Як писав Ян Рунов: "Агонія тривала досить довго: читачі помічали, що в газеті з'являється все менше і менше оголошень, все менше і менше друкованих матеріалів. Газета «порідшала». З газети йшли освічені та популярні журналісти. Газета ставала все менш прибутковою. 10 квітня 2009 року вийшов останній щоденний номер газети. З 17 квітня газета почала виходити як тижневик, що виходить спільно з The New York Times п'ятницями.
У квітні 2010 року на урочистому заході в Нью-Йорку було відзначено 100-річчя газети.
До свого закриття у 2010 році газета була співзасновником літературної премії О. Генрі «Дари волхвів» разом з редакцією "The New Journal".
У листопаді 2010 року було оголошено про призупинення виходу газети.
На жаль, газета, яка цього року святкувала своє сторіччя, припинила вихід у листопаді. Керівництво пообіцяло відновити вихід у новому році, але чи вдасться це зробити — невідомо. Як координатор, я можу лише подякувати газеті за те, що вона виконала свої зобов'язання перед організаторами: зробила внесок у призовий фонд.— Вадим Ярмолинець
За версією редактора Валерія Вайнберга — у зв'язку з реорганізацією видання в щоденну газету. За іншою версією — через фінансовий крах.
У 2022 році було перезапущено онлайн-версію видання за адресою nrslovo.com. Видавець – Юрій Моша. 
Однією з останніх новин в газеті «Новое русское слово» стала петиція для збору підписів, до якої вже приєдналося багато людей, автори якої вимагають санкцій не тільки проти Кіркорова, а й проти низки інших російських діячів культури і мистецтва.

## Допомога
Газета також допомагає збирати кошти на допомогу Україні.

## Редактори
- И. К. Окунцов (1910—1920);
- A. І. Кречар (1920 — ?);
- М. Вайнбаум (1922—1973);
- И. Л. Дурмашкін;
- Л. М. Пасвольський;
- М. Вільчур;
- Ю  С. Сречинський;
- А. Сєдих;
- Л. Шакова;
- Г. А. Вайнер;
- В. Вайнберг.

## Нагороди
Подяка Президента Російської Федерації (21 червня 1999) — за багаторічну активну діяльність і великий внесок у розвиток російської преси за кордоном.
Почесна грамота Уряду Російської Федерації (20 травня 2010) — за великий внесок у збереження російської мови та культури, а також консолідацію співвітчизників за кордоном.

## Зноски
1. ↑  The ISSN portal — Paris: ISSN International Centre, 2005. — ISSN 0730-8949
2. 1 2  Толстой, Іван (24 травня 2009). «Новое русское слово» — конец легенды (рос.). Архів оригіналу за 21 червня 2009. Процитовано 11 серпня 2023.
3. ↑  Джерела книг — Вікіпедія. uk.wikipedia.org (укр.). Процитовано 11 серпня 2023.
4. ↑  Фаншель, Дем'ян. Демьян Фаншель, «Мейл». Демьян Фаншель (рос.). Процитовано 11 серпня 2023.
5. ↑  Шкляревська, Маргарита (№ 1(351) 26 декабря — 1 января, 2004.). За чашкой чая у Елены Довлатовой. Русский Базар (рос.). Процитовано 11 серпня 2023.
6. ↑  "Новое русское слово" выйдет в России 20 сентября. Українська Асоціація Видавців Періодичної Преси (рос.). 20 вересня 2006. Процитовано 11 серпня 2023.
7. ↑  100-летие со дня выхода своего первого номера отметит сегодня старейшая русскоязычная газета Америки "Новое русское слово". Министерство цифрового развития, связи и массовых коммуникаций Российской Федерации (рос.). 19 квітня 2010. Архів оригіналу за 10 грудня 2021. Процитовано 11 серпня 2023.
8. ↑  В Нью-Йорке объявлены лауреаты литературной премии "Дары волхвов". Радіо Свобода (рос.). 14 січня 2011. Архів оригіналу за 18 березня 2011. Процитовано 11 серпня 2023.
9. ↑  Гуткін, Михайло (11 червня 2010). В Нью-Йорке учреждена новая литературная премия «Дары волхвов». Голос Америки (рос.). Архів оригіналу за 9 квітня 2012. Процитовано 11 серпня 2023.
10. ↑  «Дары волхвов» — Литературная премия имени О. Генри — Условия. Дары волхвов — Литературная премия имени О. Генри (рос.). 27 липня 2012. Архів оригіналу за 27 липня 2012. Процитовано 11 серпня 2023.
11. ↑  Ярмолинець, Вадим (1 грудня 2010). В Нью-Йорке объявлен лонг-лист премии «Дары волхвов» (рос.). Процитовано 24 червня 2024.
12. ↑  «Новое русское слово» вступила в период активной реорганизации и обновления технической базы. www.runyweb.com. Процитовано 11 серпня 2023.
13. ↑  Новое Русское Слово вернулось к американцам. www.runyweb.com (рос.). Процитовано 11 серпня 2023.
14. ↑  Лебедєв, Валерій (22 квітня 2012). Долгая смерть «Нового русского слова» (Апрельские тезисы)" (рос.). Процитовано 11 серпня 2023.
15. ↑  Новое Русское Слово. nrslovo.com (рос.). Процитовано 11 серпня 2023.
16. ↑  Robert Fowler (27 листопада 2023). Reviving a Centennial Legacy: Yury Mosha Starts Novoye Russkoye Slovo’s Archive Digitalization. London Insider. Процитовано 20 вересня 2024.
17. ↑  Кто предлагает запретить въезд в США Филиппу Киркорову?. AiF (рос.). 9 грудня 2022. Процитовано 11 серпня 2023.
18. ↑  Проскуріна, Ірина. Гуманитарная организация VSM собирает средства для помощи Украине: сбор 8 августа. nrslovo.com (рос.). Процитовано 11 серпня 2023.
19. ↑  Распоряжение Президента Российской Федерации от 21.06.1999 г. № 200-рп. Президент России (рос.). Процитовано 11 серпня 2023.